# 珍島郡
珍島郡（：／ Jindo gun */?），是大韓民國全羅南道西南部的一個郡，由珍島及附近229個小島組成，其中180個為無人島。面積430.6平方公里，2009年人口41,184人。下分1邑、6面。統一新羅時期始稱珍島。
當地有特產珍島犬。郡的一部分屬多島海海上國立公園範圍。2014年在郡內海域發生世越號沉沒事故，304人死亡。

## 行政区划
郡庁位于珍島中央部的珍島邑城内里，郡守为朴連洙(박연수)。
下辖1邑6面，其中珍島本島分为1邑5面、鳥島面则管辖加沙島和下鳥島等離島部。
邑
珍島邑
面
郡内面
古郡面
義新面
臨淮面
智山面
鳥島面